# Persone di nome Leopold
| Questa pagina contiene informazioni ricavate automaticamente dalle voci biografiche con l'ausilio del template Bio e di un bot. L'aggiornamento è periodico e automatico e ricostruisce completamente la pagina. Se manca una persona in questa lista, sei pregato di non aggiungerla, ma accertati piuttosto che la sua voce biografica contenga il template Bio e che i dati anagrafici siano correttamente compilati. Se il template Bio manca, inseriscilo tu stesso o, in alternativa, metti l'avviso {{tmp\|Bio}} che ne segnala la mancanza. Se i dati riportati sono sbagliati, correggi direttamente la voce biografica; le modifiche saranno visibili in questa lista entro pochi giorni. Per chiarimenti vedi il progetto antroponimi. La lista contiene solo le 114 persone che sono citate nell'enciclopedia e per le quali è stato implementato correttamente il template Bio. Pagina aggiornata al 16 ott 2024. |

Questa è una lista di persone presenti nell'enciclopedia che hanno il prenome Leopold, suddivise per attività principale.

## Allenatori di calcio(2)
- Leopold Lainer, allenatore di calcio e ex calciatore austriaco (Maishofen, n. 1960)
- Leopold Nitsch, allenatore di calcio e calciatore austriaco (n. 1897 - † 1977)

## Allenatori di pallacanestro(1)
- Leo Prieto, allenatore di pallacanestro e dirigente sportivo filippino (n. 1920 - † 2009)

## Anatomisti(1)
- Leopold Auerbach, anatomista e patologo tedesco (Breslavia, n. 1828 - Breslavia, † 1897)

## Arcivescovi cattolici(2)
- Leopold Maximilian von Firmian, arcivescovo cattolico austriaco (Trento, n. 1766 - Vienna, † 1831)
- Leopold Karl von Kollonitsch, arcivescovo cattolico e cardinale tedesco (Komárno, n. 1631 - Vienna, † 1707)

## Artisti(1)
- Leopold e Rudolf Blaschka, artista tedesco (n. 1822 - † 1895)

## Attivisti(1)
- Leopold Trepper, attivista polacco (Nowy Targ, n. 1904 - Gerusalemme, † 1982)

## Attori(1)
- Leopold von Ledebur, attore tedesco (Berlino, n. 1876 - Ruhwinkel, † 1955)

## Attori teatrali(1)
- Ludwig Dessoir, attore teatrale tedesco (Poznań, n. 1810 - Berlino, † 1874)

## Botanici(1)
- Leopold Trattinnick, botanico e micologo austriaco (Klosterneuburg, n. 1764 - Vienna, † 1849)

## Calciatori(20)
- Leopold Barschandt, calciatore austriaco (n. 1925 - † 2000)
- Leopold De Groof, calciatore belga (Lilla, n. 1896 - † 1984)
- Leopold Facco, calciatore austriaco (Vienna, n. 1907 - Vienna, † 1993)
- Leopold Gernhardt, calciatore e allenatore di calcio austriaco (Vienna, n. 1920 - Vienna, † 2013)
- Leopold Grundwald, calciatore austriaco (Vienna, n. 1891 - † 1969)
- Leopold Hofmann, calciatore austriaco (Vienna, n. 1905 - † 1976)
- Leopold Hojtasch, calciatore austriaco (n. 1887 - † 1914)
- Leopold Kielholz, calciatore e allenatore di calcio svizzero (Basilea, n. 1911 - Zurigo, † 1980)
- Leopold Kiesling, calciatore austriaco (Vienna, n. 1893)
- Leopold König, calciatore austriaco (n. 1896)
- Leopold Mikolasch, calciatore austriaco (n. 1920 - † 1964)
- Leopold Neubauer, calciatore austriaco (Vienna, n. 1889 - Vienna, † 1960)
- Leopold Neumer, calciatore austriaco (Vienna, n. 1919 - Vienna, † 1990)
- Leopold Querfeld, calciatore austriaco (Vienna, n. 2003)
- Leopold Richter, calciatore tedesco (n. 1885 - † 1941)
- Leopold Sax, calciatore austriaco (Ottakring, n. 1881 - † 1915)
- Leopold Tritsch, calciatore rumeno (Brașov, n. 1901 - † 1981)
- Leopold Vogl, calciatore austriaco (Atzgersdorf, n. 1910 - Vienna, † 1992)
- Leopold Zingerle, calciatore tedesco (Monaco di Baviera, n. 1994)
- Leopold Šťastný, calciatore cecoslovacco (Rohožník, n. 1911 - Toronto, † 1996)

## Chimici(1)
- Leopold Gmelin, chimico tedesco (Gottinga, n. 1788 - Heidelberg, † 1853)

## Chirurghi(1)
- Leopold Ritter von Dittel, chirurgo austriaco (Fulnek, n. 1815 - Vienna, † 1898)

## Ciclisti su strada(2)
- Leopold König, ex ciclista su strada ceco (Moravská Třebová, n. 1987)
- Leopold Roosemont, ciclista su strada belga (Alveringem, n. 1909 - Alveringem, † 1963)

## Compositori(5)
- Leopold Damrosch, compositore, direttore d'orchestra e violinista tedesco (Poznań, n. 1832 - New York, † 1885)
- Leopold Godowski, compositore, pianista e insegnante lituano (Vilnius, n. 1870 - New York, † 1938)
- Leopold Hofmann, compositore austriaco (n. 1738 - † 1793)
- Leopold Koželuh, compositore, pianista e editore musicale ceco (Velvary, n. 1747 - Vienna, † 1818)
- Leopold Ross, compositore e musicista inglese

## Direttori d'orchestra(3)
- Leopold Hager, direttore d'orchestra austriaco (Salisburgo, n. 1935)
- Leopold Ludwig, direttore d'orchestra austriaco (Ostrava, n. 1908 - Luneburgo, † 1979)
- Leopold Stokowski, direttore d'orchestra britannico (Londra, n. 1882 - Test Valley, † 1977)

## Ebraisti(1)
- Leopold Zunz, ebraista tedesco (Detmold, n. 1794 - Berlino, † 1886)

## Economisti(1)
- Leopold Kohr, economista, giurista e politologo statunitense (Oberndorf bei Salzburg, n. 1909 - Gloucester, † 1994)

## Fisici(1)
- Leopold Infeld, fisico polacco (Cracovia, n. 1898 - Varsavia, † 1968)

## Generali(7)
- Leopold Joseph von Daun, generale austriaco (Vienna, n. 1705 - Vienna, † 1766)
- Leopold Edelsheim, generale austriaco (Karlsruhe, n. 1826 - Budapest, † 1893)
- Leopold Gondrecourt, generale francese (Nancy, n. 1816 - Salisburgo, † 1888)
- Leopold von Lützow, generale prussiano (Berlino, n. 1786 - Gotha, † 1844)
- Leopold Schlik zu Bassano und Weißkirchen, generale, diplomatico e nobile boemo (Ostrov, n. 1663 - Praga, † 1723)
- Leopold von Sternberg, generale austriaco (Vienna, n. 1811 - Rájec-Jestřebí, † 1899)
- Leopold von Weigl, generale austriaco (Vienna, n. 1806 - Vienna, † 1867)

## Geologi(1)
- Leopold Müller, geologo austriaco (Salisburgo, n. 1908 - Salisburgo, † 1988)

## Ginecologi(1)
- Leopold Landau, ginecologo tedesco (Varsavia, n. 1848 - Berlino, † 1920)

## Giornalisti(2)
- Leo Amery, giornalista e politico britannico (Gorakhpur, n. 1873 - Londra, † 1955)
- Leo Belmont, giornalista, scrittore e esperantista polacco (Varsavia, n. 1865 - Varsavia, † 1941)

## Giuristi(1)
- Leopold August Warnkönig, giurista tedesco (Bruchsal, n. 1794 - Stoccarda, † 1866)

## Logici(1)
- Leopold Löwenheim, logico e matematico tedesco (Krefeld, n. 1878 - Berlino, † 1957)

## Matematici(3)
- Leopold Gegenbauer, matematico austriaco (Asperhofen, n. 1849 - Gießhübl, † 1903)
- Leopold Kronecker, matematico e logico tedesco (Legnica, n. 1823 - Berlino, † 1891)
- Leopold Vietoris, matematico e supercentenario austriaco (Bad Radkersburg, n. 1891 - Innsbruck, † 2002)

## Medici(3)
- Emanuel Felke, medico tedesco (n. 1856 - † 1926)
- Oskar Panizza, medico, scrittore e pubblicista tedesco (Bad Kissingen, n. 1853 - Bayreuth, † 1921)
- Leopold von Schrötter, medico austriaco (Graz, n. 1837 - Vienna, † 1908)

## Militari(1)
- Leopold Fellerer, militare e aviatore austriaco (Vienna, n. 1919 - Mautern an der Donau, † 1968)

## Nobili(3)
- Leopold Heinrich Fugger von Babenhausen, nobile e generale tedesco (Sopron, n. 1893 - Amburgo, † 1966)
- Leopold Grabner zu Rosenburg, nobile austriaco († 1583)
- Leopold Wilhelm von Königsegg-Rothenfels, nobile e politico tedesco (Immenstadt, n. 1630 - Vienna, † 1694)

## Nuotatori(1)
- Leopold Mayer, nuotatore austriaco († 1914)

## Pallamanisti(1)
- Leopold Wohlrab, pallamanista austriaco (Vienna, n. 1912 - † 1981)

## Pittori(2)
- Leopold August Abel, pittore e violinista tedesco (Zerbst, n. 1714 - Ludwigslust, † 1794)
- Leopold Kupelwieser, pittore austriaco (Markt Piesting, n. 1796 - Vienna, † 1862)

## Poeti(2)
- Leopold Schefer, poeta, scrittore e compositore tedesco (Muskau, n. 1784 - Muskau, † 1862)
- Leopold Staff, poeta e filosofo polacco (Leopoli, n. 1878 - Skarżysko-Kamienna, † 1957)

## Politici(10)
- Leo Bauer, politico e giornalista tedesco (Skalat, n. 1912 - Bonn, † 1972)
- Leopold Berchtold, politico austriaco (Vienna, n. 1863 - Peresznye, † 1942)
- Hermann von Boyen, politico e generale prussiano (Slavskoye, n. 1771 - † 1848)
- Leopold Figl, politico austriaco (Rust im Tullnerfeld, n. 1902 - Vienna, † 1965)
- Leopold Hasner von Artha, politico, giurista e nobile austriaco (Praga, n. 1818 - Bad Ischl, † 1891)
- Leopold Kunschak, politico austriaco (Vienna, n. 1871 - Vienna, † 1953)
- Leopold Matthias von Lamberg, politico austriaco (Vienna, n. 1667 - Vienna, † 1711)
- Leopold Lažanský z Bukové, politico e nobile boemo (Leopoli, n. 1808 - Brno, † 1860)
- Leopold von Plessen, politico tedesco (Raden, n. 1769 - Schwerin, † 1837)
- Leopold Skulski, politico polacco (Zamość, n. 1878 - Brześć, † 1940)

## Principi(3)
- Leopold Fugger von Babenhausen, principe e politico tedesco (Babenhausen, n. 1827 - Augusta, † 1885)
- Leopoldo Mountbatten, principe britannico (Castello di Windsor, n. 1889 - Kensington Palace, † 1922)
- Leopold von Waldburg-Wurzach, principe e politico tedesco (Bad Wurzach, n. 1795 - Bad Wurzach, † 1861)

## Psichiatri(1)
- Leopold Szondi, psichiatra ungherese (Nitra, n. 1893 - Küsnacht, † 1986)

## Radiologi(1)
- Leopold Freund, radiologo austriaco (Miskovice, n. 1868 - Bruxelles, † 1943)

## Registi(1)
- Leopold Lindtberg, regista austriaco (Vienna, n. 1902 - Sils im Engadin, † 1984)

## Religiosi(1)
- Leopold Engleitner, religioso austriaco (Aigen-Voglhub, n. 1905 - Sankt Wolfgang im Salzkammergut, † 2013)

## Scacchisti(1)
- Leopold Hoffer, scacchista e giornalista inglese (Pest, n. 1842 - Londra, † 1913)

## Sciatori alpini(1)
- Leopold Gruber, ex sciatore alpino austriaco (n. 1951)

## Scrittori(8)
- Leopold Andrian, scrittore e diplomatico austriaco (Berlino, n. 1875 - Friburgo, † 1951)
- Leopold Engel, scrittore russo (San Pietroburgo, n. 1858 - Berlino, † 1931)
- Leopold Alois Hoffmann, scrittore, giornalista e agente segreto austriaco (Niederwittig, n. 1760 - Wiener Neustadt, † 1806)
- Leopold Horace Ognall, scrittore e giornalista scozzese (Montréal, n. 1908 - † 1979)
- Leo Perutz, scrittore e drammaturgo austriaco (Praga, n. 1882 - Bad Ischl, † 1957)
- Leopold von Sacher-Masoch, scrittore e giornalista austriaco (Leopoli, n. 1836 - Lindheim, † 1895)
- Felix Timmermans, scrittore belga (Lier, n. 1886 - Lier, † 1947)
- Léopold Zborowski, scrittore, poeta e mercante d'arte polacco (Zališčyky, n. 1889 - Parigi, † 1932)

## Sociologi(1)
- Leopold von Wiese, sociologo tedesco (Glatz, n. 1876 - Colonia, † 1969)

## Sollevatori(1)
- Leopold Friedrich, sollevatore austriaco (n. 1898 - † 1962)

## Storici(2)
- Leopold von Ranke, storico tedesco (Wiehe, n. 1795 - Berlino, † 1886)
- Leopold Steurer, storico italiano (Vipiteno, n. 1946)

## Vescovi cattolici(2)
- Leopold Josef Hannibal Petazzi de Castel Nuovo, vescovo cattolico italiano (Vienna, n. 1703 - Lubiana, † 1772)
- Leopold Raymund Leonhard von Thun und Hohenstein, vescovo cattolico tedesco (Děčín, n. 1748 - Praga, † 1826)

## Violoncellisti(1)
- Leo Stern, violoncellista inglese (Brighton, n. 1862 - Londra, † 1904)

## Zoologi(2)
- Leopold Fitzinger, zoologo austriaco (Vienna, n. 1802 - † 1884)
- Leopold von Schrenck, zoologo, geografo e etnografo russo (Governatorato di Char'kov, n. 1826 - San Pietroburgo, † 1894)

## Senza attività specificata(3)
- Leopold Hilsner,  boemo (Polná - Vienna)
- Leopold Socha,  polacco (Leopoli, n. 1909 - Gliwice, † 1946)
- Leopold Graf von Rothkirch und Panthen, conte e generale austriaco (n. 1769 - † 1839)